# Thorbeckeplein
La Thorbeckeplein (« Place Thorbecke » en néerlandais) est une place située dans le centre d'Amsterdam. La place est créée en 1874, puis nommée en l'honneur de Johan Rudolf Thorbecke, homme d'État néerlandais, président du Conseil des ministres à trois reprises à la fin du XIXe siècle, dès 1876, sur décision du conseil municipal.
La Thorbeckeplein est une place importante lors de la vie nocturne d'Amsterdam. En effet, de nombreuses discothèques et bars sont situés entre celle-ci et la Rembrandtplein au nord.